# Sandra Palombarini
Sandra Palombarini (Ascoli Piceno, 15 gennaio 1961) è un'ex cestista e dirigente sportiva italiana.
È la madre di Valeria Trucco.

## Carriera
Con l'Italia ha disputato i Campionati mondiali del 1979.